# القياد (ادا مومن)
القياد هو دُوَّار يقع بجماعة إدا أو مومن، إقليم تارودانت، جهة سوس ماسة في المملكة المغربية. ينتمي الدوّار لمشيخة ادا مومن التي تضم 23 دوار. يقدر عدد سكانه بـ 284 نسمة حسب الإحصاء الرسمي للسكان والسكنى لسنة 2004م.

## روابط خارجية
- البوابة الوطنية للجماعات الترابية
- المندوبية السامية للتخطيط